# Movimiento de Izquierda Revolucionaria (Venezuela)
El Movimiento de Izquierda Revolucionaria (MIR) fue un partido político y agrupación terrorista venezolana, fundado el 9 de abril de 1960. Este movimiento surgió como resultado de la primera división sufrida por el partido Acción Democrática, fundamentalmente en sus órganos de juventud.
Fue inhabilitado en mayo de 1962 durante el gobierno de Rómulo Betancourt.

## Historia

### Antecedentes y orígenes
Los antecedentes inmediatos a la formación de este partido se remiten directamente a la visita que realizó Fidel Castro, a Caracas en enero de 1959 para celebrar el primer aniversario de la caída de la dictadura militar del general Marcos Pérez Jiménez, en esta ocasión la visita de Castro sirvió para insuflar ánimos victoriosos a los jóvenes adecos en torno a la gesta vivida por la Revolución cubana en la Sierra Maestra. El contraste político de Castro y Rómulo Betancourt animaron más a la juventud política de la época hacia Castro por diferencias generacionales más que ideológicas.[cita requerida]
Como colofón a la crisis interna, el partido AD, expulsó de sus filas a varios dirigentes juveniles y a miembros del partido quienes se identificaban con la política cubana además de realizar una crítica constante a la política de desempleo, lucha contra la reacción, reforma agraria, política económica, fiscal e internacional todas ellas contrarias a la base doctrinaria de Acción Democrática.
Por estos motivos, Domingo Alberto Rangel, Gumersindo Rodríguez, José Rafael Muñoz, Leonardo Mora Arias, Moisés Moleiro, Héctor Pérez Marcano justificaron esta división y fundaron con cuadros principalmente jóvenes al nuevo partido revolucionario de izquierda. 
Al nacer el MIR, se declaró según su semanario Izquierda, como un partido «marxista, su objetivo era conducir al pueblo venezolano hacia el camino del socialismo por medio de la revolución nacional haciendo realidad un programa claramente antiimperialista y antifeudal». Este fue el lineamiento ideológico del nuevo movimiento revolucionario.

### Lucha armada y acciones terroristas

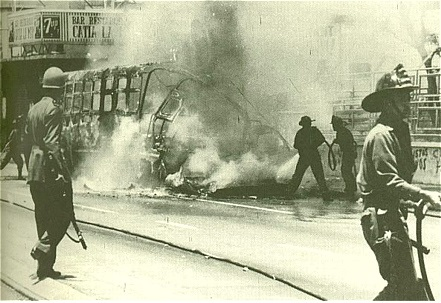
Manifestaciones por el arresto de militantes del Movimiento de Izquierda Revolucionaria en 1960.

Al fracasar el intento de golpe de Estado conocido como el carupanazo, el 9 de mayo de 1962 son inhabilitados el Partido Comunista de Venezuela (PCV) y el MIR por parte del Gobierno de Rómulo Betancourt y estos asumen la lucha armada que duró hasta el primer gobierno de Rafael Caldera. Sin embargo, el MIR decidió continuar con la contingencia armada, realizando diversas acciones terroristas y de sabotaje entre 1961 y 1962, así como la instalación de un frente guerrillero en el Oriente del país, denominado Frente Manuel Ponte Rodríguez que será desmantelado en 1964 por el Ejército venezolano y reconstituido en 1965 con el nombre de Frente Guerrillero Antonio José de Sucre. Los primeros fundadores de esta estructura militar rural fueron Américo Silva (oriundo de Aragua de Maturín, pseudónimo el Flaco, Primer Comandante), Luis Tineo Gamboa (oriundo de Caripito, pseudónimo Diego, Segundo Comandante), Juan Álvarez (oriundo de Caicara de Maturin, pseudónimo Dante, Tercer Comandante), Francisco Jiménez (oriundo de Yaguaraparo - estado Sucre, pseudónimo el Negro Antonio, miembro del Estado Mayor), Ángel Rafael Ramos (oriundo de Caicara de Maturín, pseudónimo Nolasco, lugarteniente de Dante).
En esta etapa, el MIR integra junto al PCV, a las llamadas Fuerzas Armadas de Liberación Nacional (FALN). Entre sus dirigentes políticos y jefes de la conspiración de los años 60 se encuentran Domingo Alberto Rangel, León Morarias Leonardo Mora Arias, José Manuel «Chema» Saher, Américo Silva, Américo Martín, Simón Sáez Mérida, Lucio Elpidio Cabrera, Etanislao González, José Manuel Gilli Trejo, Rubén Jaramillo, Moisés Moleiro, Héctor Pérez Marcano, Gabriel Puerta Aponte, Víctor y Fernando Soto Rojas, Julio Escalona, Jorge Antonio Rodríguez, Marcos Gómez , Carlos José Ugueto Mariño y Carlos Betancourt.
El MIR tuvo activa participación en los diversos actos de sabotaje y terrorismo desarrollados en Venezuela en la década de 1960. Una de las células más activas fue la denominada «Van Troi» liderada por Jesús Alberto Márquez Finol (alias el Motilón) quienes, entre sus acciones delictivas, sobresalen el asesinato de policías, militares y civiles, estos últimos siendo acusados de no apoyar al movimiento. Entre los casos que provocaron mayor rechazo público estuvo, en septiembre de 1966, el fusilamiento del doctor Alfredo Seijas, consultor jurídico de la DIGEPOL secuestrado en el interior de la Universidad Central de Venezuela (UCV) y trasladado hacia la urbanización Macaracuay, en Caracas, donde fue asesinado. También hubo guerrilleros rurales, miembros de la Juventud del MIR, como Ramón Amundaray (el Gato) y el Pirata Sánchez, que murieron al ser sorprendidos dinamitando un oleoducto al norte del estado Anzoátegui.

### Divisiones y alianzas
Al momento del MIR comenzar sus acciones terroristas, un sector del partido, liderado por Jorge Dáger, deciden fundar el 20 de agosto de 1962 la Fuerza Democrática Popular, dándole una orientación democrática al movimiento. El partido logró cerca del 10% de las votaciones en 1963. En 1965 otro sector del partido se retira y se suma al Partido Revolucionario de Integración Nacionalista (PRIN) de Raúl Ramos Giménez.
Luego a finales de 1968, el MIR enfrenta una fuerte controversia por lo infértil de la lucha armada y se divide en tres grupos: el MIR principal liderado por Domingo Alberto Rangel, que se pacifica y reniegan de la violencia armada, apoyando a las elecciones presidenciales de los años 1973, 1983 y 1988 a los candidatos del Movimiento al Socialismo (MAS): José Vicente Rangel y Teodoro Petkoff. El grupo de Carlos Betancourt y Gabriel Puerta Aponte fundan al partido Bandera Roja el 20 de enero de 1970 con una tendencia eminentemente rural guerrillerista legalizado como partido en el año 2000 no sin antes haberse dividido en varias escisiones y el tercer grupo liderado por Jorge Antonio Rodríguez y Julio Escalona que deciden iniciar una lucha guerrillera urbana pero combinada con medios legales, creando la Organización de Revolucionarios (OR) cuya fachada legal se denominaría «Liga Socialista» y servirá para participar en las elecciones siendo dirigida por Carmelo Laborit, Jorge Rodríguez, Orlando Yajure, Oscar Battaglini, Norelkis Meza y David Nieves. Además, Américo Martín creó una nueva agrupación política llamada Nueva Alternativa.
En los ochenta nace el Partido Socialista de los Trabajadores, donde se fusiona la fracción trotskista del MIR liderada por Alberto Franceschi y el movimiento trotskista-morenista Voz Marxista liderado por Alfonso Ramírez. De este partido descienden los actuales Partido Socialismo y Libertad y la Liga de Trabajadores por el Socialismo.
A partir de 1982, la tendencia mayoritaria en el MIR inician un proceso de alianza y fusión con el Movimiento al Socialismo (MAS). En 1983 participan en las elecciones para presidente y Congreso de la República dentro de la tarjeta electoral denominada MAS-MIR. Posterior a esta elección se inicia el proceso de fusión definitiva de ambos partidos, quedando el MIR oficialmente disuelto y buena parte de sus militantes integrados en el MAS. Fue en las elecciones de diciembre de 1988 cuando el MIR se presentó unificado en esas elecciones con el Movimiento Al Socialismo en una tarjeta naranja con el logo de ambas organizaciones. Luego de ello su actuación electoral culminó integrándose definitivamente al MAS.
| Partido u organización                                                           | Realización | Proceso                                                                                      | Causa                                  | Líderes                                   | Herederos actuales |
| -------------------------------------------------------------------------------- | ----------- | -------------------------------------------------------------------------------------------- | -------------------------------------- | ----------------------------------------- | --- |
| Fuerza Democrática Popular                                                       | 1963        | Nuevo partido                                                                                | Oposición a la lucha armada            | Jorge Dáger                               | Desaparecido |
| Partido Revolucionario de Integración Nacionalista                               | 1965        | Migración masiva de militantes miristas a este partido                                       | Oposición a la lucha armada            | Raúl Ramos Giménez                        | Desaparecido |
| Liga Socialista (fachada legal)/Organización de Revolucionarios (fachada armada) | 1969        | Nuevas organizaciones                                                                        | Continuación de la lucha armada urbana | Jorge Antonio Rodríguez y Julio Escalona  | Parte del Partido Socialista Unido de Venezuela                                                                                            |
| Bandera Roja                                                                     | 1970        | Nuevo partido                                                                                | Continuación de la lucha armada rural  | Carlos Betancourt y Gabriel Puerta Aponte | Sigue existiendo Bandera Roja |
| Nueva Alternativa                                                                |             | Nueva organización                                                                           |                                        | Américo Martín                            | |
| Partido Socialista de los Trabajadores                                           | Años 1980   | Fusión de la fracción trotskista del MIR con el movimiento trotskista-morenista Voz Marxista |                                        | Alberto Franceschi y Alfonso Ramírez      | Partido Socialismo y Libertad, Liga de Trabajadores por el Socialismo y Marea Socialista                                                   |
| Movimiento al Socialismo                                                         | 1982-1988   | Alianza y finalmente fusión                                                                  | Búsqueda de alianzas                   |                                           | Sigue existiendo Movimiento al Socialismo, aunque este también se fragmentó en otros partidos actuales como Podemos y Avanzada Progresista |

## Fundadores
Entre los fundadores del M.I.R. deben mencionarse los nombres de Gabriel Quintero Luzardo, Jorge Dáger, Américo Chacón, José Marcano, Heli Colombani, Silvestre Ortiz Bucarán, Gilberto Morillo, Roberto Hostos Poleo, Celso Fortoul, Isabel Carmona, Freddy Melo, Eduardo González Reyes, Aníbal Molina Blanchard, Humberto Cuenca, Jesús María Casal Montbrum, Rafael José Muñoz, Gumersindo Rodríguez, Jesús Ramón Carmona, Héctor Pérez Marcano, Rómulo Henríquez, Américo Martín, Moisés Moleiro, Raúl Lugo Rojas, David Nieves, Carlos E León Mejías, Ricardo Gómez Salcedo, entre otros.
Entre los fundadores de Bandera Roja debe mencionarse en primer término a Américo Silva, siguiendo por Carlos Betancourt, Tito González Heredia y Gabriel Puerta Aponte. Entre los fundadores de Organización de Revolucionarios (OR) posteriormente Liga Socialista, al lado de Julio Escalona y el desaparecido Jorge Rodríguez padre, deben incluirse a Fernando Soto Rojas y a Marcos Gómez.